# Epipedobates narinensis
Espèce
Statut de conservation UICN

 DD  : Données insuffisantes
Statut CITES
Epipedobates narinensis est une espèce d'amphibiens de la famille des Dendrobatidae.

## Répartition et habitat
Cette espèce est endémique du département de Nariño en Colombie. Elle se rencontre à Barbacoas vers 600 m d'altitude.
Cette espèce vit principalement dans les forêts tropicales humides de basse altitude. On peut aussi la trouver dans des endroits ouverts, comme les plantation d'huile de palme. 

## Description
Les mâles mesurent de 15,3 à 16,9 mm. Son dos est vert foncé et ses flancs noirs. Sa face ventrale est vert clair taché de noir.

## Étymologie
Son nom d'espèce, composé de narin[o] et du suffixe latin -ensis, « qui vit dans, qui habite », lui a été donné en référence au lieu de sa découverte.

## Publication originale
- Mueses-Cisneros, Cepeda-Quilindo & Moreno-Quintero, 2008 : Una nueva especies de Epipedobates (Anura: Dendrobatidae) del suroccidente de Colombia. Papéis Avulsos de Zoologia, vol. 48, no 1, p. 1-10 (texte intégral).